# مصطفى الحلاج
مصطفى الحلاج فنان تشكيلي ونحات فلسطيني (مواليد يافا، عام 1938). مارس فن الغرافيك مبكرًا، وكذلك الرسم والتصوير والطباعة الفنية وفن الملصق (البوستر). اهتمّ بقراءة الجذور الكنعانية والمصرية في رسوماته الغرافيكية وابتكر خطوطه وحفرياته الخاصّة، وله أطول لوحة جدارية في العالم، هي لوحة «ارتجالات الحياة» التي يبلغ طولها 114 متراً وعرضها 36 سم. تنقل في الشتات وعاش في مدن عربية مختلفة. توفّي في دمشق في العام 2002.

## حياته
ولد مصطفى عام 1938 في قرية سَلَمة في قضاء يافا، وانتقلت عائلته إلى مدينة اللّد في العام 1948. درس المرحلة الإعدادية في القاهرة ودرس الثانوية في فاقوس – محافظة الشرقية بمصر، وحصل على الثانوية العامة سنة 1957. ثمَّ التحق بكلية الفنون الجميلة بالقاهرة. وتخرّج في قسم النحت عام 1963. ثمّ التحق بقسم الدراسات العليا بمراسم الأُقصر. وقـد ساهم في معظم الفروع التشكيلية (النحت – سيراميك – خزف – حفر في الخشب – رسم بالزيت والأواريل).
غادر القاهرة في أوائِل السبعينات حيث عاش متنقلاً بين دمشق وبيروت. وفي هذه المرحلة اهتم بالبوستر الثوري والحضاري. وكان قد أقام في مصر خمسة وعشرين عاماً، لهذا تأثر بالحضارة المصرية وعبَّر عنها مرادفةً للحضارة الكنعانية. منذ عام 1983 استقرَّ في دمشق وعمل مديراً لصالة ناجي العلي للفنون التشكيلية.
توفي في دمشق أثناء محاولته انقاذ أعماله من حريق في مرسمه عام 2002.